# Dustin Lynch (альбом)
Dustin Lynch — дебютный студийный альбом американского кантри-певца Дастина Линча. Он был выпущен 21 августа 2012 года на лейбле Broken Bow Records. Линч написал или стал соавтором десяти из тринадцати треков альбома, включая первый сингл «Cowboys and Angels». Второй сингл альбома, «She Cranks My Tractor», был выпущен для радио кантри 19 ноября 2012 года. По состоянию на декабрь 2012 года альбом был продан тиражом 100 000 копий. Третий сингл альбома, «Wild in Your Smile», был выпущен на радио кантри 27 мая 2013 года.
Альбом получил положительные отзывы критиков.

## Отзывы
| Оценки критиков  | Оценки критиков |
| Источник         | Оценка          |
| ---------------- | --------------- |
| Roughstock       | [ 5 ]           |
| Taste of Country | [ 6 ]           |

Альбом получил положительные отзывы критиков. Дав альбому 31⁄2 звезды из 5, Бобби Пикок из Roughstock похвалил «незагроможденное, часто мягкое производство» и голос Линча, но решил, что во второй половине альбома слишком много песен о вечеринках. Аналогичную оценку дал Билли Дьюкс из Taste of Country, который сказал, что «его более задумчивые, заставляющие задуматься тексты выделяются на фоне песен для вечеринок».

## Список композиций
Все треки спродюсированы Mickey Jack Cones, кроме 3, 10 и 14, спродюсированных Бреттом Биверсом, Люком Вутэном.
| №                   | Название                 | Автор(ы)                                  | Длительность |
| ------------------- | ------------------------ | ----------------------------------------- | ------------ |
| 1.                  | «Hell of a Night»        | Zach Crowell Adam Sanders Jaron Boyer     | 3:10         |
| 2.                  | «To the Sky»             | Дастин Линч Эшли Горли Crowell            | 3:25         |
| 3.                  | «Halo»                   | Горли Matt Jenkins Jimmy Robbins          | 3:20         |
| 4.                  | «After Party»            | Steve Bogard Jonathan Edwards Jason Sever | 3:15         |
| 5.                  | «Where It's At»          | Cary Barlowe Crowell Jenkins              | 3:24         |
| 6.                  | «Mind Reader»            | Rhett Akins Ben Hayslip                   | 3:05         |
| 7.                  | «Right Where We Want It» | Marv Green Akins                          | 3:05         |
| 8.                  | «She Wants a Cowboy»     | Линч Tim Nichols Josh Leo                 | 3:08         |
| 9.                  | «Sing It to Me»          | Линч Robbins Джош Осборн                  | 3:19         |
| 10.                 | «All Night»              | Matt Ramsey Jenkins Trevor Rosen          | 2:57         |
| 11.                 | «World to Me»            | Matt Rogers Ash Bowers Adam Craig         | 3:29         |
| 12.                 | «Middle of Nowhere»      | Линч Crowell Горли                        | 3:51         |
| 13.                 | «What You Wanna Hear»    | Hayslip Akins Горли                       | 3:31         |
| 14.                 | «Your Daddy's Boots»     | Линч Leo Nichols                          | 3:50         |
| 15.                 | «American Prayer»        | Wendell Mobley Green Jim Collins          | 3:27         |
| Общая длительность: | Общая длительность:      | Общая длительность:                       | 50:16        |

## Чарты

### Еженедельные чарты
| Чарт (2012)                        | Высшая позиция |
| ---------------------------------- | -------------- |
| США (Billboard 200)                | 13             |
| США (Billboard Top Country Albums) | 1              |
| США (Billboard Independent Albums) | 1              |

### Годовые итоговые чарты
| Чарт (2012)                        | Позиция |
| ---------------------------------- | ------- |
| США Top Country Albums (Billboard) | 52      |
| Чарт (2013)                        | Позиция |
| США Top Country Albums (Billboard) | 56      |

### Синглы
| Год                   | Сингл                   | Высшая позиция | Высшая позиция     | Высшая позиция | Высшая позиция | Высшая позиция |
| Год                   | Сингл                   | US Country     | US Country Airplay | US             | CAN Country    | CAN            |
| --------------------- | ----------------------- | -------------- | ------------------ | -------------- | -------------- | -------------- |
| 2012                  | «Cowboys and Angels»    | 2              | 2                  | 40             | —              | 64             |
| 2012                  | «She Cranks My Tractor» | 29             | 16                 | 103            | 37             | —              |
| 2013                  | «Wild in Your Smile»    | 32             | 23                 | —              | —              | —              |
| «—» неучастие в чарте |                         |                |                    |                |                |                |